# Arrondissement de Mülheim
L'arrondissement de Mülheim est de 1874 à 1910 un arrondissement du district de Düsseldorf dans la province prussienne de Rhénanie. Il s'étend en tout ou en partie sur le territoire des villes et communes actuelles de Mülheim, Dinslaken, Duisbourg, Essen, Hünxe, Oberhausen et Voerde.

## Histoire
Après le départ de la ville de Duisbourg en 1873 en tant que nouveau arrondissement urbain de l'arrondissement de Duisbourg, l'arrondissement de Mülheim est formé en 1874 à partir des parties restantes de l'arrondissement de Duisbourg avec son siège dans la ville de Mülheim. Il possède initialement la division administrative suivante :
| Mairie             | Villes et communes (1874)                                                                                                  |
| ------------------ | --- |
| Dinslaken-Campagne | Hiesfeld, Walsum |
| Dinslaken-Ville    | Dinslaken (ville) |
| Duisbourg-Campagne | Wanheim-Angerhausen |
| Gahlen             | Bruckhausen, Bucholtwelmen, Gahlen, Gartrop-Bühl, Hünxe                                                                    |
| Godswickerhamm     | Görsicker, Löhnen, Mehrum, Möllen, Spellen, Voerde                                                                         |
| Holten (de)        | Beeck, Hamborn, Holten, Amt Holten (Biefang), Sterkrade                                                                    |
| Mülheim-Campagne   | Alstaden, Broich, Dümpten, Eppinghofen, Haarzopf, Heißen, Holthausen, Mellinghofen, Menden, Raadt, Saarn, Speldorf, Styrum |
| Mulheim-Ville      | Mülheim (ville) |
| Oberhausen         | Oberhausen (ville depuis 1874)                                                                                             |
| Ruhrort-Campagne   | Meiderich |
| Ruhrort-Ville      | Ruhrort (ville) |

La mairie de Mülheim-Campagne est divisée en 1878 :
- Les communes d'Eppinghofen et de Mellinghofen sont incorporées à la ville de Mülheim[2].
- Les communes de Broich, Saarn et Speldorf forment la nouvelle mairie de Broich.
- Les communes d'Alstaden, Dümpten et Styrum forment la nouvelle mairie de Styrum.
- Les communes d'Haarzopf, Heissen, Holthausen, Menden et Raadt forment la nouvelle mairie d'Heissen[3].

La mairie d'Holten est divisée en 1886 :
- Le nouvelle maire de Beeck comprend les deux communes de Beeck et Hamborn
- La nouvelle mairie de Sterkrade comprend les communes de Sterkrade, Holten et Amt Holten (également appelées Biefang) ainsi que la commune nouvellement formée de Buschhausen[4].

Les villes de Ruhrort et Dinslaken ainsi que les mairies de Beeck, Dinslaken-Campagne, Duisbourg-Campagne, Gahlen, Götterswickerhamm, Meiderich et Sterkrade sont séparés de l'arrondissement le 1er juillet 1887 et forme le nouveau arrondissement de Ruhrort (de) . L'arrondissement de Mülheim a désormais les divisions administratives suivantes :
| mairie     | Villes et communes (1888)                   |
| ---------- | ------------------------------------------- |
| Broich     | Broich, Saarn, Speldorf                     |
| Heißen     | Haarzopf, Heißen, Holthausen, Menden, Raadt |
| Mülheim    | Mülheim (ville)                             |
| Oberhausen | Oberhausen (ville)                          |
| Styrum     | Alstaden, Dümpten, Styrum                   |

Par la suite, la taille de l'arrondissement est encore réduite. Le 1er avril 1901, la ville de Mülheim quitte l'arrondissement et forme son propre arrondissement urbain. Le 1er avril 1904, la ville d'Oberhausen quitte également l'arrondissement et forma son propre arrondissement urbain. Parallèlement, Broich, Holthausen, Saarn, Speldorf et Styrum sont rattachés à la ville de Mülheim et Alstaden et Dümpten deviennent des mairies à part entière. L'arrondissement de Mülheim possède donc en dernier lieu la structure administrative suivante :
| Mairie   | Communes (1910)                 |
| -------- | ------------------------------- |
| Alstaden | Alstaden                        |
| Dümpten  | Dümpten                         |
| Heißen   | Haarzopf, Heißen, Menden, Raadt |

Le 1er avril 1910, l'arrondissement est dissous :
- Alstaden et les parties nord de Styrum et Dümpten sont incorporées dans la ville d'Oberhausen.
- La majeure partie de la commune d'Heissen et les parties sud de Styrum et Dümpten sont incorporées à la ville de Mülheim.
- La partie orientale de la commune d'Heissen avec des parties du village de Fulerum est incorporée dans la ville d'Essen.
- Les communes d'Haarzopf, Menden et Raadt sont assignées à l'arrondissement d'Essen. Là, Menden et Raadt forment la mairie de Menden jusqu'en 1920 et sont ensuite incorporés dans la ville de Mülheim. Haarzopf est incorporé à la ville d'Essen en 1915.

## Évolution de la démographie

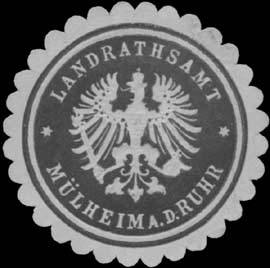
Cachet du bureau de l'arrondissement de Mülheim

| Année | Habitants |
| ----- | --------- |
| 1880  | 132 699   |
| 1890  | 98 342    |
| 1900  | 150 959   |

## Administrateurs de l'arrondissement
- 1874–1879 Justus von Rosenberg-Gruszczynski (de)
- 1879–1892 Paul Haniel (de)
- 1892–1899 Peter Conze (de)
- 1899–1903 Paul Lembke (de)
- 1904–1909 Robert von Bemberg-Flamersheim (de)
- 1909–1910 Waldemar Moritz (de)